# Portugal au Concours Eurovision de la chanson 2020
Le Portugal était l'un des quarante et un pays participants prévus du Concours Eurovision de la chanson 2020, qui aurait dû se dérouler à Rotterdam aux Pays-Bas. Le pays aurait été représenté par la chanteuse  Elisa et sa chanson Medo de sentir, sélectionnées via le Festival da Canção 2020. L'édition est finalement annulée en raison de la pandémie de Covid-19.

## Sélection
Le diffuseur portugais RTP a confirmé sa participation à l'Eurovision 2020 le 19 août 2019.

### Format
Le Festival da Canção 2020 est constitué de deux demi-finales, qui se dérouleront les 22 et 29 février 2020, et d'une finale, qui a lieu le 7 mars 2020.
Huit artistes concourrent dans chaque demi-finale, et à l'issue de chacune, quatre d'entre eux se qualifient pour la finale. Le système de vote est identique à celui utilisé à l'Eurovision :  il s'agit d'un vote combinant pour moitié les votes d'un jury d'expert et pour l'autre moitié le télévote. Le jury, tout comme le public attribue 12 points à sa chanson favorite, 10 points pour la deuxième, puis de 8 à 1 points pour les suivantes. En cas d'égalité, le télévote prévaut.

### Chansons et compositeurs
Seize compositeurs ont d'abord été désignés comme participants à la compétition, l'annonce ayant eu lieu le 6 novembre 2019. Parmi ces compositeurs, quatorze ont été invités par le diffuseur RTP ; un a été choisi lors du programme Master Class sur la radio Antena 1 et un a été sélectionné via un appel à candidatures public.
Chacun composant une chanson, les chanteurs ont été révélés le 15 janvier 2020.
| Artiste                      | Chanson                | Auteur(s)                                | Sélection              |
| ---------------------------- | ---------------------- | ---------------------------------------- | ---------------------- |
| Bárbara Tinoco               | Passe-Partout          | Tiago Nacarato                           | Invité par RTP         |
| Blasted                      | Rebellion              | Blasted, Stego, Guerra                   | Invité par RTP         |
| Cláudio Frank                | Quero-te abraçar       | Cláudio Frank                            | Gagnant de MasterClass |
| Dubio feat. +351             | Cegueira               | Rui Azevedo, Pedro Azevedo, Hugo Azevedo | Sélection publique     |
| Elisa                        | Medo de sentir         | Marta Carvalho                           | Invité par RTP         |
| Elisa Rodrigues              | Não voltes mais        | Elisa Rodrigues                          | Invité par RTP         |
| Filipe Sambado               | Gerbera amarela do Sul | Filipe Sambado                           | Invité par RTP         |
| Ian Mucznik                  | O dia de amanhã        | João Cabrita, Ian Mucznik                | Invité par RTP         |
| Jimmy P                      | Abensonhado            | Jimmy P                                  | Invité par RTP         |
| JJaZZ                        | Agora                  | Rui Pregal da Cunha                      | Invité par RTP         |
| Judas                        | Cubismo enviesado      | Hélio Morais                             | Invité par RTP         |
| Kady                         | Diz só                 | Dino D'Santiago, Kalaf Epalanga          | Invité par RTP         |
| Luiz Caracol & Gus Liberdade | Dói-me o país          | Luiz Caracol, António Avelar Pinho       | Invité par RTP         |
| MEERA                        | Copo de gin            | MEERA, Isaura, João Bota                 | Invité par RTP         |
| Throes + The Shine           | Movimento              | Throes + The Shine                       | Invité par RTP         |
| Tomás Luzia                  | Mais real que o amor   | Pedro Jóia, Tiago Torres da Silva        | Invité par RTP         |

### Émissions

#### Demi-finales
- Qualifiés

##### Première demi-finale
| Ordre | Artiste            | Chanson                | Jury | Télévote | Total | Place |
| ----- | ------------------ | ---------------------- | ---- | -------- | ----- | ----- |
| 1     | MEERA              | Copo de gin            | 5    | 3        | 8     | 7     |
| 2     | Filipe Sambado     | Gerbera amarela do Sul | 12   | 5        | 17    | 3     |
| 3     | Ian Mucznik        | O dia de amanhã        | 4    | 4        | 8     | 8     |
| 4     | Bárbara Tinoco     | Passe-Partout          | 8    | 12       | 20    | 2     |
| 5     | Blasted            | Rebellion              | 6    | 8        | 14    | 5     |
| 6     | Elisa              | Medo de sentir         | 10   | 10       | 20    | 1     |
| 7     | JJaZZ              | Agora                  | 3    | 6        | 9     | 6     |
| 8     | Throes + The Shine | Movimento              | 7    | 7        | 14    | 4     |

##### Deuxième demi-finale
| Ordre | Artiste                      | Chanson              | Jury | Télévote | Total | Place |
| ----- | ---------------------------- | -------------------- | ---- | -------- | ----- | ----- |
| 1     | Dubio feat. +351             | Cegueira             | 4    | 7        | 11    | 6     |
| 2     | Luiz Caracol & Gus Liberdade | Dói-me o país        | 7    | 6        | 13    | 5     |
| 3     | Judas                        | Cubismo enviesado    | 6    | 4        | 10    | 7     |
| 4     | Kady                         | Diz só               | 12   | 8        | 20    | 2     |
| 5     | Elisa Rodrigues              | Não voltes mais      | 8    | 5        | 13    | 4     |
| 6     | Cláudio Frank                | Quero-te abraçar     | 3    | 3        | 6     | 8     |
| 7     | Tomás Luzia                  | Mais real que o amor | 5    | 10       | 15    | 3     |
| 8     | Jimmy P                      | Abensonhado          | 10   | 12       | 22    | 1     |

#### Finale
- Vainqueur

| Ordre | Artiste            | Chanson                | Jury | Télévote | Total | Place |
| ----- | ------------------ | ---------------------- | ---- | -------- | ----- | ----- |
| 1     | Filipe Sambado     | Gerbera amarela do Sul | 12   | 4        | 16    | 3     |
| 2     | Jimmy P            | Abensonhado            | 7    | 6        | 13    | 5     |
| 3     | Tomás Luzia        | Mais real que o amor   | 3    | 8        | 11    | 6     |
| 4     | Elisa Rodrigues    | Não voltes mais        | 4    | 3        | 7     | 8     |
| 5     | Throes + The Shine | Movimento              | 6    | 5        | 11    | 7     |
| 6     | Kady               | Diz só                 | 8    | 7        | 15    | 4     |
| 7     | Elisa              | Medo de sentir         | 10   | 10       | 20    | 1     |
| 8     | Bárbara Tinoco     | Passe-Partout          | 6    | 12       | 18    | 2     |

La finale se conclut sur la victoire d'Elisa avec sa chanson Medo de sentir qui représenteront ainsi le Portugal à l'Eurovision 2020.

## À l'Eurovision
Le Portugal aurait participé à la deuxième demi-finale, le 14 mai puis, en cas de qualification, à la finale du 16 mai 2020.
Le 18 mars 2020, l'annulation du Concours en raison de la pandémie de Covid-19 est annoncée.